# نادية بلخضر
نادية بلخضر (مواليد 16 أبريل 1991) هي لاعبة كرة يد جزائرية. تلعب في نادي نوازي لو جراند، وفي المنتخب الجزائري. شاركت في بطولة العالم لكرة اليد للسيدات 2013 في صربيا، حيث حصلت الجزائر على المركز 22.

## سيرة

### المسيرة الكروية
تدربت نادية بلخضر في نادي إيسي ليه مولينو لكرة اليد، ثم لعبت في نادي نوازي ليه جراند لكرة اليد (من 2010 إلى 2011 ومن 2013 إلى 2017) وكذلك في نادي شامبراي تورين لكرة اليد (من 2009 إلى 2010 ومن 2011 إلى 2013 ومنذ 2017). ثم انضمت نادية بلخضر إلى نادي ستيلا سبورتس سانت مور في إيل دو فرانس في أبريل 2019، ولعبت في القسم الثاني.

### المهنة الدولية
لعبت مع المنتخب الجزائري في بطولة العالم 2013 وحصلت على المركز 22، وبطولة إفريقيا 2014 وحصلت على المركز الرابع، وبطولة إفريقيا 2022 وحصلت على المركز العاشر.

## الجوائز

### النادي
نوازي لو جراند
- بطل القسم الثاني الفرنسي في موسم 2010-2011

### فردية
- رشحت لانتخابات أفضل لاعبة في بطولة الدرجة الثانية الفرنسية 2016-2017.[11]